# C9orf24
C9orf24 (англ. Chromosome 9 open reading frame 24) – білок, який кодується однойменним геном, розташованим у людей на 9-й хромосомі. Довжина поліпептидного ланцюга білка становить 262 амінокислот, а молекулярна маса — 30 167.
| 10         |  | 20         |  | 30         |  | 40         |  | 50         |
| ---------- |  | ---------- |  | ---------- |  | ---------- |  | ---------- |
| MFLFSRKTRT |  | PISTYSDSYR |  | APTSIKEVYK |  | DPPLCAWEAN |  | KFLTPGLTHT |
| MERHVDPEAL |  | QKMAKCAVQD |  | YTYRGSISGH |  | PYLPEKYWLS |  | QEEADKCSPN |
| YLGSDWYNTW |  | RMEPYNSSCC |  | NKYTTYLPRL |  | PKEARMETAV |  | RGMPLECPPR |
| PERLNAYERE |  | VMVNMLNSLS |  | RNQQLPRITP |  | RCGCVDPLPG |  | RLPFHGYESA |
| CSGRHYCLRG |  | MDYYASGAPC |  | TDRRLRPWCR |  | EQPTMCTSLR |  | APARNAVCCY |
| NSPAVILPIS |  | EP         |  |            |  |            |  |            |

A: Аланін

C: Цистеїн

D: Аспарагінова кислота

E: Глутамінова кислота

F: Фенілаланін

G: Гліцин

H: Гістидин

I: Ізолейцин

K: Лізин

L: Лейцин

M: Метіонін

N: Аспарагін

P: Пролін

Q: Глутамін

R: Аргінін

S: Серин

T: Треонін

V: Валін

W: Триптофан

Задіяний у таких біологічних процесах, як диференціація клітин, сперматогенез, альтернативний сплайсинг. 
Локалізований у цитоплазмі, цитоскелеті, ядрі.